# MUH Arla

Ehemaliges MUH-Werk in Pronsfeld (2022)

Die MUH Arla eG ist eine Milchliefergenossenschaft  mit Sitz in Pronsfeld im Eifelkreis Bitburg-Prüm, Rheinland-Pfalz. Die Abkürzung MUH steht für Milch-Union Hocheifel. Vormals betrieb die Genossenschaft auch eine Großmolkerei in Pronsfeld, die jedoch mit der Genossenschaft Arla-Foods fusionierte. Seit dem Verkauf der Molkerei beliefert die Genossenschaft diese mit dem Rohstoff Milch.

## Geschichte
Gegründet wurde die Genossenschaft im Jahr 1966, als sich die Eifel-Molkereigenossenschaften in Üttfeld, Schönecken und Bleialf zur Milch-Union Hocheifel eG zusammenschlossen.
1967 entstand in zwölfmonatiger Bauzeit auf einem circa 10 Hektar großen Gelände im Wald an der L 16 das Werk in Pronsfeld. In den 1980er Jahren entwickelte sich die Milch-Union durch Übernahme der Molkereigenossenschaften in Mettendorf sowie in St. Vith und Büllingen in Ostbelgien zu einem der größten H-Milch-Hersteller Europas.
Im Jahr 2011 verarbeitete sie 1.317 Millionen Kilogramm Milch, die von 2.442 Milcherzeugern (Stand 31. Dezember 2011) aus den Regionen Eifel, Mosel, dem Rheinland, dem Niederrhein, dem Bergischen Land sowie Belgien und Luxemburg bezogen wurde. Die liefernden Landwirte sind in einer Milchlieferergenossenschaft zusammengeschlossen.
Nachdem die Wettbewerbsbehörde der EU der Fusion zustimmte, gehört die Molkerei in Pronsfeld seit dem 1. Oktober 2012 zum Arla-Konzern. Die nunmehr in MUH Arla eG umbenannte Genossenschaft fungiert als Milchliefergenossenchaft für das Werk.

## Sortiment
Das Produktprogramm umfasst:
- H-Milch
- Kondensmilch
- Sahne
- Schmand
- Milchmischgetränke
- Crème Fraiche
- Kaffeesahne
- Katzenmilch
- Dessertsaucen
- Butter/Mischstreichfette
- Pudding
- Milchkonzentrate
- Milchpulver

## Persönlichkeiten
- Johann Wirtz, Mitgründer und Vorstandsvorsitzender